# Yassine Hakmi
Yassine Hakmi est un joueur algérien de volley-ball, né le 6 août 1982,

## Clubs
| Club                     | Pays    | De        | À         |
| ------------------------ | ------- | --------- | --------- |
| PO Chlef                 | Algérie | 2002-2003 | 2008-2009 |
| Étoile sportive du Sahel | Tunisie | 2009-2010 | 2010-2011 |
| MB Béjaïa                | Algérie | 2011-2012 | 2016-2017 |
| NR Bordj Bou Arreridj    | Algérie | 2017-2018 |           |

## Palmarès

### En club
PO Chlef
- Vainqueur du Championnat d'Algérie : 2009

 MB Béjaïa
- Vainqueur de la Coupe arabe des clubs champions : 2012
- Vainqueur du Championnat d'Algérie : 2012
- Finaliste de la Coupe d'Algérie : 2012

### Sélection nationale
Avec l'équipe d'Algérie, son palmarès est :
- Finaliste du Championnat d'Afrique :2009
- Quatrième du Championnat d'Afrique : 2003, 2011, 2017
- Troisième du championnat arabe : 2006 ، 2014
- Finaliste des Jeux africains : 2019
- 6e aux Jeux méditerranéens : 2013